# Celidodacus zambeziensis
Celidodacus zambeziensis är en tvåvingeart som beskrevs av Albany Hancock 1986. Celidodacus zambeziensis ingår i släktet Celidodacus och familjen borrflugor.
Artens utbredningsområde är Zimbabwe. Inga underarter finns listade.